# 喬治·H·米利
喬治·H·米利（英語：George H. Mealy，1927年12月31日—2010年6月21日）是一名美國數學家和計算機科學家，他發明了以自己名字命名的米利機（一種有限狀態傳感機）。他也是模組化編程的先驅，IPL-V程式語言的主要設計者之一，也是組合語言程式設計中宏程式處理器的早期倡導者。
米利就讀於哈佛大學，在那裡他作為WHRB的業務經理活躍在無線電領域。他於1951年畢業，獲得文學學士學位，並開始為貝爾實驗室工作，後來在哈佛大學任教。

## 出版書籍
- Mealy, George H., , Bell System Technical Journal, 1955, 34 (5): 1045–1079, MR 0073450, doi:10.1002/j.1538-7305.1955.tb03788.x
- Mealy, George H.,  (PDF), , New York, NY, USA: ACM: 525–534, 1967  [2024-01-02], S2CID 18146748, doi:10.1145/1465611.1465682, （原始内容存档 (PDF)于2017-08-10）